# Armawirski Państwowy Uniwersytet Pedagogiczny
Armawirski Państwowy Uniwersytet Pedagogiczny (wcześniej Armawirska Państwowa Akademia Pedagogiczna ros. Федеральное государственное бюджетное образовательное учреждение высшего образования «Армавирский государственный педагогический университет») – rosyjska uczelnia w Armawirze.
Została utworzona w 1948 jako Armawirski Państwowy Instytut Pedagogiczny, od 1 grudnia 2003 była akademią. Posiada filie w Krasnodarze i w stanicy Leningradskaja. 362 wykładowców, w tym 19 profesorów.

## Studia doktoranckie
Uniwersytet prowadzi studia doktoranckie na kierunkach:
- nauki filologiczne (studia w języku rosyjskim);
- nauki pedagogiczne (studia w języku rosyjskim);
- politologia (studia w języku rosyjskim);
- psychologia (studia w języku rosyjskim);
- nauki filozoficzne (studia w języku rosyjskim);
- nauki historyczne i archeologia (studia w języku rosyjskim)[2].